# 尤爾加區

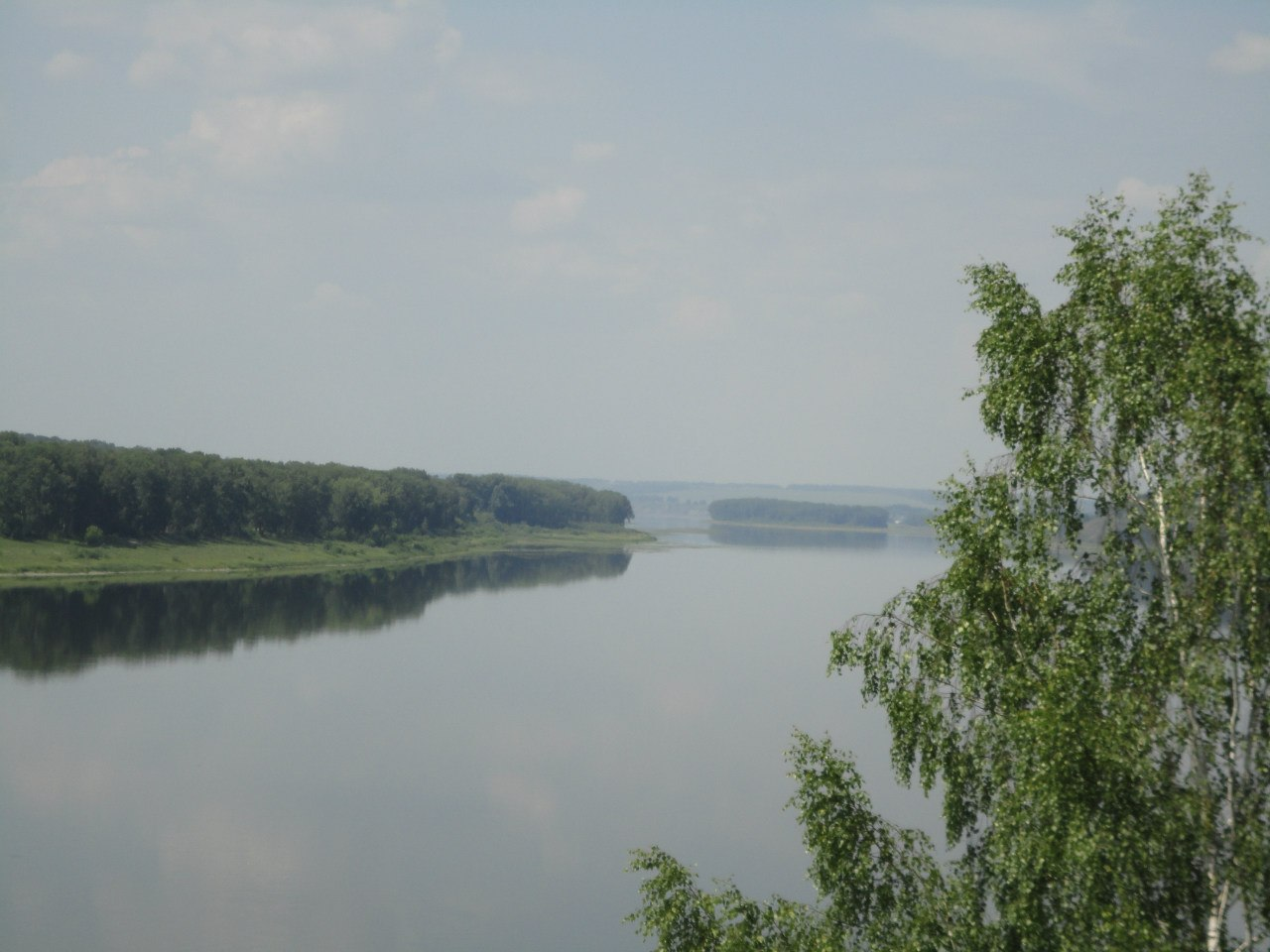

55°43′23″N 84°53′10″E / 55.7231°N 84.8861°E
尤爾加區（俄语：Юргинский район），是俄羅斯的一個區，位於該國南部，由科麥羅沃州負責管轄，面積2,510平方公里，2010年該區人口22,448，人口密度每平方公里8.94人。